# Distrito Escolar de Enseñanza Secundaria de Tempe Union
El Distrito Escolar de Enseñanza Secundaria Número 213 de Tempe Union (Tempe Union High School District No. 213, TUHSD) es un distrito escolar del Condado de Maricopa, Arizona. Tiene su sede en Tempe, y sirve partes de Tempe, Chandler, y Phoenix.
Gestiona escuelas preparatorias (high schools): Compadre Academy, Corona del Sol High School, Desert Vista High School, Marcos de Niza High School, McClintock High School, Mountain Pointe High School, y Tempe High School.